# University Place
University Place és una població dels Estats Units a l'estat de Washington. Segons el cens del July 1, 2008 tenia 30.345 habitants.

## Demografia
Segons el cens del 2000, University Place tenia 29.933 habitants, 12.149 habitatges, i 8.212 famílies. La densitat de població era de 1.377,5 habitants per km².
Dels 12.149 habitatges en un 34,7% hi vivien nens de menys de 18 anys, en un 51,6% hi vivien parelles casades, en un 12,7% dones solteres, i en un 32,4% no eren unitats familiars. En el 26,1% dels habitatges hi vivien persones soles el 7,3% de les quals corresponia a persones de 65 anys o més que vivien soles. El nombre mitjà de persones vivint en cada habitatge era de 2,45 i el nombre mitjà de persones que vivien en cada família era de 2,97.
Per edats la població es repartia de la següent manera: un 26% tenia menys de 18 anys, un 9,2% entre 18 i 24, un 28,6% entre 25 i 44, un 25% de 45 a 60 i un 11,2% 65 anys o més.
L'edat mediana era de 36 anys. Per cada 100 dones de 18 o més anys hi havia 86,5 homes.
La renda mediana per habitatge era de 50.287 $ i la renda mediana per família de 60.401 $. Els homes tenien una renda mediana de 42.452 $ mentre que les dones 30.045 $. La renda per capita de la població era de 25.544 $. Aproximadament el 6% de les famílies i el 7,3% de la població estaven per davall del llindar de pobresa.

## Poblacions més properes
El següent diagrama mostra les poblacions més properes.